# آینه بریتانیا

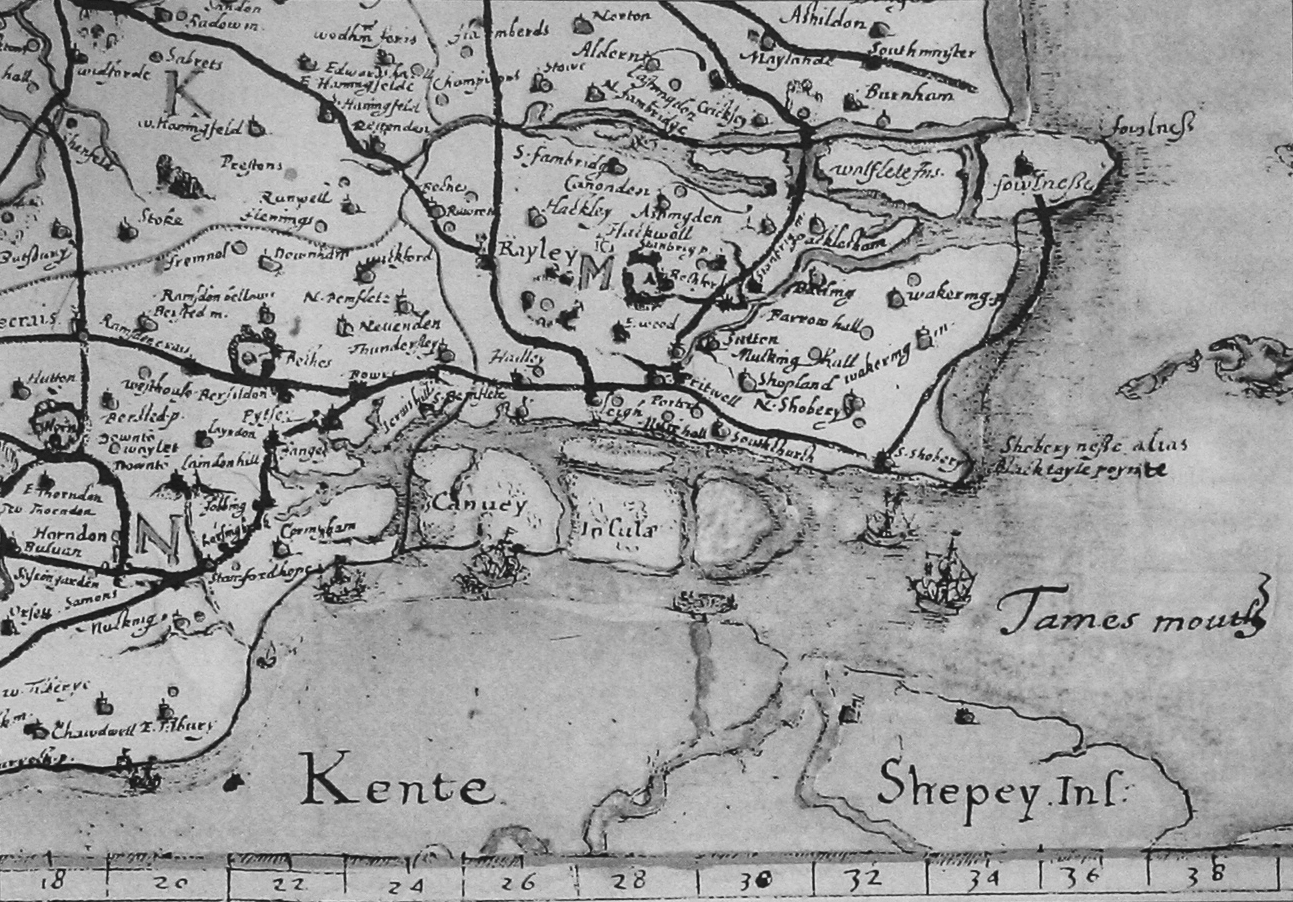
منطقه اسکس جنوبی در نقشه

آینه بریتانیا (انگلیسی: Speculum Britanniae) عنوان کتابی است از جان نوردن نقشه‌کش اهل بریتانیا. این کتاب در سال ۱۵۹۳ میلادی منتشر گردید.